# Franceschas
Franceschas (en francès Fransèches) és una comuna (municipi) de França, a la regió de la Nova Aquitània, departament de la Cruesa.
La seva població al cens de 1999 era de 267 habitants. Està integrada a la Communauté de communes du Pays Cruesa Thaurion Gartempe.

## Administració
| Període | Identitat       | Partit |
| ------- | --------------- | ------ |
| 2001    | Daniel Delprato | PS     |